# Piotr Cichosz
Piotr Andrzej Cichosz (ur. 1948 r.) – polski inżynier mechanik. Absolwent z 1973 Politechniki Wrocławskiej. Od 2009 r. profesor na Wydziale Mechanicznym Politechniki Wrocławskiej i dziekan Mechaniczno-Energetycznego (1976-1978).